# 李元勳
李元勳，山東省萊州府膠州人，清朝政治人物、军事将领。
乾隆四十五年（1780年），考中庚子恩科第三甲第二十一名武進士，授侍衛處藍翎侍衛。官至四川川北鎮中營都司。